# Malpaso Productions
Malpaso Productions är Clint Eastwoods produktionsbolag.  Det grundades 1967 som The Malpaso Company av Eastwoods finansiella rådgivare Irving Leonard för filmen Häng dom högt, med vinster från Dollartrilogin. Leonard var president för Malpaso Company fram till sin död den 13 december 1969.

## Namnets ursprung
Namnet kommer från Malpaso Creek (spanska för "dåligt steg", eller "felsteg"), lokaliserat söder om Carmel-by-the-Sea, Kalifornien.
När Eastwood tog rollerna som Mannen utan namn och För en handfull dollar, sa hans agent till honom att det skulle vara dåligt för hans karriär men det visade sig att Dollartrilogin blev mycket framgångsrik. Efter att ha filmat Örnnästet (film) 1968 tyckte Eastwood att betalningen för hans insats var för låg. Han ville ha mer kreativ kontroll över sina filmer och bestämde sig för att bilda sitt eget produktionsbolag. Han tyckte att valet av "Malpaso" var lämpligt.
Dollartrilogin gav Eastwood möjlighet att producera egna filmer. Den första blev Häng dom högt som kom 1968.
Eastwood är känd för mycket snäva inspelningsscheman men avslutade alltid sina filmer enligt schema och budget, eller tidigare och under budget, vanligtvis på mycket kortare tid än de flesta andra produktionsbolag.